# Radikale Venstre
Radikale Venstre (tidigare Det Radikale Venstre) eller De Radikale, förkortas RV, R eller B, är ett socialliberalt politiskt parti i Danmark.

## Historik
Radikale Venstre grundades 21 maj 1905, av bland andra Carl Theodor Zahle och Edvard Brandes, genom en utbrytning ur Venstrereformpartiet; åtta radikala parlamentariker röstade emot partiets försvarsuppgörelse och uteslöts. Därefter bildade de Folketingets Venstre, som gick samman med "Den radikala klubben" och bildade det nya partiet. Dess program präglades av krav på nedrustning, sociala reformer och en socialliberal ekonomisk politik. Partiet har vunnit anhängare främst bland intellektuella och småjordbrukare, s.k. husmän. 
Partiet bildade ensamt regering 1909–1910 och 1913–1920 samt deltog i Thorvald Staunings koalitionsregering tillsammans med socialdemokraterna 1929–1940. Efter andra världskriget har det ingått i flera regeringar, såväl borgerliga som socialdemokratiskt ledda konstellationer. Partiet satt i regering 1945 (samlingsregering), 1957–1964, 1968–1971, 1988–1990, 1993–2001 och 2011–2015.
En av partiets främsta profiler Naser Khader, som gjort sig känd för sin kritik mot muslimsk fundamentalism, hoppade den 7 maj 2007 av partiet och grundade utbrytarpartiet Ny Alliance. 2013 lämnade den tidigare kulturministern Uffe Elbæk partiet och grundade det nya partiet Alternativet.
Officiellt huvudorgan för Radikale Venstre var fram till 1970 morgontidningen Politiken i Köpenhamn. Tidningen har även därefter stått partiet nära.

## Statsministrar
Statsministrar från partiet:
- Carl Theodor Zahle 1909–1910 och 1913–1920
- Hilmar Baunsgaard 1968–1971

## Ledning

### Landsformand
- Jørgen Hald, 1905–1914
- Kr. Tovborg Jensen, 1914–1920
- Anders Larsen, 1920–1921
- Ole Troelsen, 1921–1922
- Erik Scavenius, 1922–1924
- N. P. Andreasen, 1924–1929
- Martin Sørensen, 1929–1936
- N. C. Andersen, 1936–1937
- Hans Jeppesen, 1937–1960
- Helge Pedersen, 1960–1964
- Søren Bjerregaard, 1964–1971
- Asger Baunsbak-Jensen, 1971–1974
- Gunnar Skov Andersen, 1974–1976
- Kr. Helveg Petersen, 1976–1978
- Thorkild Møller, 1978–1993
- Margrethe Vestager, 1993–1997
- Johannes Lebech, 1997–2000
- Lone Loklindt, 2000–2001
- Søren Bald, 2001–2009
- Klaus Frandsen, 2009–2015
- Svend Thorhauge, 2015–2021

### Politisk ledare
Den politiska ledaren är den reella partiledaren. När partiet är i opposition leder personen också folketingsgruppen.
- Carl Theodor Zahle 1905–1928
- P. Munch 1928–1940
- Jørgen Jørgensen 1940–1960
- Karl Skytte 1960–1968
- Hilmar Baunsgaard 1968–1975
- Svend Haugaard 1975–1978
- Niels Helveg Petersen 1978–1990
- Marianne Jelved 1990–2007
- Margrethe Vestager 2007–2014
- Morten Østergaard 2014–2020[3]
- Sofie Carsten Nielsen 2020–2022
- Martin Lidegaard 2022–